# Монпотье
Монпотье́ (фр. Montpothier) — коммуна во Франции, находится в регионе Шампань — Арденны. Департамент — Об. Входит в состав кантона Вильнокс-ла-Гранд. Округ коммуны — Ножан-сюр-Сен.
Код INSEE коммуны — 10254.
Коммуна расположена приблизительно в 95 км к востоку от Парижа, в 80 км юго-западнее Шалон-ан-Шампани, в 55 км к северо-западу от Труа.

## Население
Население коммуны на 2008 год составляло 319 человек.
| 1962 | 1968 | 1975 | 1982 | 1990 | 1999 | 2008 |
| ---- | ---- | ---- | ---- | ---- | ---- | ---- |
| 173  | 199  | 209  | 218  | 225  | 238  | 319  |

## Экономика
В 2007 году среди 195 человек в трудоспособном возрасте (15—64 лет) 138 были экономически активными, 57 — неактивными (показатель активности — 70,8 %, в 1999 году было 77,0 %). Из 138 активных работали 127 человек (76 мужчин и 51 женщина), безработных было 11 (3 мужчины и 8 женщин). Среди 57 неактивных 12 человек были учениками или студентами, 28 — пенсионерами, 17 были неактивными по другим причинам.

## Достопримечательности
- Бывшее командорство Френуа (XII век). Памятник истории с 1994 года[3]